# Шакутівщина
Шакуті́вщина — село в Україні, у Березівській сільській громаді Шосткинського району Сумської області. Населення становить 24 осіб.

## Географія
Село Шакутівщина розташоване на відстані 2.5 км від лівого берегу річки Шостка. За 2 км розташоване село Іващенкове.  
Село оточене великим лісовим масивом (сосна, дуб). 

## Назва
Назва села пов'язана з перебуванням цих земель у складі Великого князівства Литовського. Слово šakõ tis з литовської перекладається як гіллясте дерево.

## Історія
12 червня 2020 року, відповідно до розпорядження Кабінету Міністрів України № 723-р «Про визначення адміністративних центрів та затвердження територій територіальних громад Сумської області», село увійшло до складу Березівської сільської громади.
19 липня 2020 року, в результаті адміністративно-територіальної реформи та ліквідації Глухівського району, село увійшло до складу новоутвореного Шосткинського району.